# Paolo Rabitti

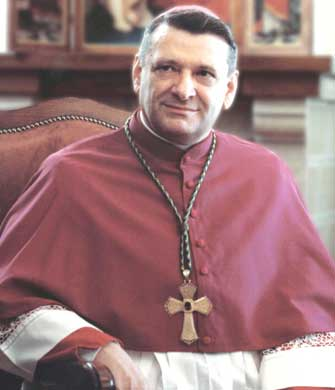
Erzbischof Paolo Rabitti

Erzbischofswappen

Paolo Rabitti (* 28. Oktober 1936 in Castellarano, Provinz Modena) ist ein italienischer Geistlicher und emeritierter römisch-katholischer Erzbischof von Ferrara-Comacchio.

## Leben
Paolo Rabitti empfing am 30. Oktober 1960 die Priesterweihe für das Erzbistum Bologna.
Papst Johannes Paul II. ernannte ihn am 25. Mai 1995 zum Bischof von San Marino-Montefeltro. Der Erzbischof von Bologna, Giacomo Kardinal Biffi, spendete ihm am 24. Juni desselben Jahres die Bischofsweihe; Mitkonsekratoren waren Kurienerzbischof Francesco Marchisano und Mariano De Nicolò, Bischof von Rimini. Am 2. Juli 2004 wurde er zum Erzbischof von Ferrara-Comacchio ernannt und am 8. Juli desselben Jahres in das Amt eingeführt.
Am 1. Dezember 2012 nahm Papst Benedikt XVI. sein aus Altersgründen vorgebrachtes Rücktrittsgesuch an.

## Mitgliedschaften
- Kongregation für die Bischöfe (ab 2013)